# Whizzer (Six Flags Great America)
Whizzer is een achtbaan in het Amerikaanse attractiepark Six Flags Great America. De baan werd in 1976 geopend en is een ontwerp van Werner Stengel en gebouwd door Anton Schwarzkopf.

## Historie en beginperikelen
Bij de opening in 1976 werd de achtbaan Willard's Whizzer genoemd naar John Willard Marriott, de oprichter van de Marriott Corporation. Vanaf de opening werd Willard's Whizzer geplaagd door problemen. Soms functioneerden de remmen niet goed waardoor de treinen op elkaar botsten in het station. In het eerste jaar vonden binnen een maand twee botsingen plaats waarbij 31 gewonden vielen. In de eerste vier jaar vonden bij een kopie van Willard's Whizzer in California's Great Adventure in totaal elf botsingen plaats.

## Dodelijk ongeval en aanpassingen
Na een dodelijk ongeluk waarbij een 14-jarige jongen omkwam op 29 maart 1980 werden de banen aangepast. De aanpassingen betroffen onder meer het toevoegen van gordels, verbetering van het remsysteem en een reductie van het aantal treinen. De naam van de beide achtbanen werd gewijzigd in Whizzer. In 1981 kreeg Marriott een boete van $70000 vanwege het nalaten de ongelukken te rapporteren. Op 29 mei 2006 werd het 30-jarig bestaan van de Whizzer gevierd in het tegenwoordig geheten Six Flags Great America.

## Prijzen
Whizzer is al meermaals gekozen binnen de top 100 in de Beste stalen achtbaan-verkiezing die wordt georganiseerd door Amusement Today als onderdeel van de Golden Ticket Awards.

### Beste stalen achtbaan
| Jaar | Plaats |
| ---- | ------ |
| 2008 | 45     |
| 2009 | 47     |